# موزه جنگ لتونی
موزهٔ جنگ لتونی (لتونیایی: Latvijas Kara muzejs) یک موزهٔ نظامی در ریگا، پایتخت لتونی است.
موزهٔ جنگ لتونی در اصل در ۱۵ اکتبر ۱۹۱۶ به عنوان موزهٔ گردان تفنگداران لتونیایی بنیان‌گذاری شد. این موزه، موارد مرتبط با تفنگداران لتونیایی و جنگ جهانی اول را جمع‌آوری می‌کرد. در سال ۱۹۱۷، به هنگام بمب‌گذاری ریگا، موزه تخلیه شد. این موزه در ژوئن ۱۹۲۱ برای عموم بازگشایی شد.
از سال ۱۹۵۷ تا ۱۹۹۰، این موزه به توسط «موزهٔ انقلاب جمهوری شوروی سوسیالیستی لتونی» اشغال شده بود، که تاریخ سدهٔ بیستم لتونی را با دیدگاه ایدئولوژی شوروی به نمایش می‌گذاشت. با وجود این، موزه در آن دوره اشیای ارزشمند و نمایندهٔ دوران شوروی را در مجموعهٔ خود جمع‌آوری کرد.
در ۱۱ ژوئن ۱۹۹۰، دولت لتونی، موزهٔ جنگ لتونی را بازسازی کرد.